# آيت رحو (الحجاج)
آيت رحو هو دُوَّار يقع بجماعة ضاية عوا، إقليم إفران، جهة فاس مكناس في المملكة المغربية. ينتمي الدوّار لمشيخة الحجاج التي تضم 5 دواوير. يقدر عدد سكانه بـ 691 نسمة حسب الإحصاء الرسمي للسكان والسكنى لسنة 2004.

## وصلات خارجية
- البوابة الوطنية للجماعات الترابية
- المندوبية السامية للتخطيط